# Dębina (obszar SIM)
Dębina – jednostka obszarowa stworzona w 2008 roku dla potrzeb Systemu Informacji Miejskiej (SIM) w Poznaniu. Jednostka obszarowa SIM nie jest formalnym osiedlem. Mieści się na osiedlu samorządowym Zielony Dębiec.

## Granice
Według Systemu Informacji Miejskiej Dębina jako jednostka obszarowa ograniczona jest od wschodu: rzeką Wartą od mostu Dębińskiego do granicy miasta, od południa: granicą miasta, od zachodu: ul. Dolna Wilda do wiaduktu kolejowego, od północy torami kolejowymi.